# Paco Jiménez
Francisco Jiménez Fernández, més conegut com a Paco Jiménez (Carmona, Sevilla, 22 d'abril de 1967) és un exjugador de bàsquet espanyol. Amb 1.98 d'alçada, el seu lloc natural a la pista era el d'aler. És el germà del també professional Andrés Jiménez.
Es va formar al planter del Club Joventut Badalona, amb qui va debutar a l'ACB la temporada 1985-86. Al primer equip de la Penya hi va jugar dues temporades, en les que va guanyar una Copa Príncep d'Astúries. Després va jugar un any al CB Llíria, de Primera B, dues temporades al Valvi Girona, d'ACB, i dos anys més novament al Llíria, amb qui va assolir l'ascens a l'ACB en acabar el seu primer any allà. La temporada 1992-93 la va començar jugant a Segona amb el Valforsa, però en el mes d'octubre va ser fitxat pel TDK Manresa, que jugava a ACB. La temporada següent va tornar al Llíria, a on va jugar a Segona i a EBA, on es va retirar.